# Детская ложка
Детская ложка — столовый прибор, вмещающий 10 миллилитров жидкости.
Она обычно используется как столовый прибор при употреблении пищи детьми, например, супов, каш и варений, а также других блюд не обязательно жидкой консистенции.
Детская ложка имеет применение в бытовой медицине и кулинарии — для дозирования жидких и сыпучих субстанций. Дозирование медицинских препаратов детскими ложками особенно широко распространено в Норвегии.
Одна детская ложка содержит:
- 2 чайные ложки
- 2/3 столовой ложки
- 1/15 чашки кофе
- 1/25 стакана воды

Эквиваленты детской ложки в единицах СИ — литрах:
- 10 миллилитров
- 1 сантилитр
- 0,001 декалитра
- 0,01 литра